# Плеханов Олексій Юхимович
Олексій Юхимович Плеханов (30 березня 1910, село Ільїнка, тепер Курської області, Російська Федерація — ?) — радянський діяч, голова Орловського облвиконкому. Депутат Верховної ради СРСР 2-го скликання.

## Біографія
Член ВКП(б) з 1938 року.
На 1941 рік — завідувач військового відділу Орловського обласного комітету ВКП(б).
У травні 1942 — грудні 1943 року — 1-й секретар Задонського районного комітету ВКП(б) Орловської області.
У грудні 1943 — 16 березня 1950 року — голова виконавчого комітету Орловської обласної ради депутатів трудящих.
Подальша доля невідома.

## Звання
- майор

## Нагороди
- орден Леніна (19.08.1946)
- орден Вітчизняної війни І ст.
- медаль «Партизанові Вітчизняної війни» 2-го ст.
- медаль «За перемогу над Німеччиною у Великій Вітчизняній війні 1941—1945 рр.»
- медаль «За доблесну працю у Великій Вітчизняній війні 1941—1945 рр.»
- медалі